# Ió de Tessalònica
Ió de Tessalònica (en llatí Ion, en grec antic  Ἴων) fou un militar al servei de Perseu de Macedònia i comandant juntament amb Timanor de les forces d'infanteria lleugera durant la batalla de Tessàlia en què els romans van ser derrotats l'any 171 aC a la Tercera Guerra Macedònica.
Després de la derrota de Perseu a Pidna el 168 aC va entregar a Gneu Octavi, comandant de la flota romana, al jove fill del rei, que havia estat posat sota la seva custòdia; aquesta entrega es va fer a l'illa de Samotràcia.